# Данци, Маргарета
Мари́я Маргаре́та Да́нци, урождённая Марша́н (нем. Maria Margarethe Danzi, geb. Marchand; 1768, Франкфурт-на-Майне или Мангейм — 11 июня 1800, Мюнхен) — немецкая певица (сопрано) и композитор. Дочь Теобальда Маршана, сестра Генриха Маршана, жена Франца Данци. С 1796 года и до смерти была примадонной в мюнхенской Придворной опере.

## Биография

### Ранние годы и обучение
Маргарета была дочерью происходившего из Страсбурга театрального директора Теобальда Илария Маршана, чья труппа выступала в Майнце, Франкфурте, Мангейме и Мюнхене. Считается, что Маргарета родилась во время гастролей во Франкфурте. Её мать Магдалена Брошар (Brochard) была актрисой (субреткой) и балетной танцовщицей. Труппа Маршана обосновалась в Мангейме в 1775 году, когда курфюрст Карл Теодор назначил отца Маргареты первым директором нового Народного театра.
С ранних лет она играла детские роли в театре и выступала как пианистка или певица. В 1781 году впервые исполнила заглавную роль в пьесе «Паж» (Der Edelknabe) Иоганна Якоба Энгеля в Придворном театре Магнейма (в 1771 году эту же роль играла её старшая сестра).
После того как двор курфюрста переехал из Мангейма в Мюнхен (1778), семья Маршана последовала за ним. В 1778—1782 годах Маргарета училась у Франциски Лебрен (урождённой Данци), сестры своего будущего мужа. Обучение включало в себя скрипку, пение и теорию музыки. Влияние уже довольно успешной певицы и композитора Франциски на молодую Маргарету, по всей видимости, было огромным: впоследствии она повторила успешный путь своей золовки.
dem 12 Jährigen Sohne und dem 14 Jährigen Töchterchen des H. Marchand Theater Directors in München, die bey mir in der Erziehung sind, und ich Hofnung habe, aus dem Knaben einen grossen Violin und Clavierspieler, und aus dem Mädchen eine gute Sängerin und
Главным учителем для своих детей Маршан избрал Леопольда Моцарта: он послал к нему сначала сына Генриха (будущего скрипача), потом Маргарету, а позже и их двоюродную сестру Иоганну Брошар.
Маргарета жила в Зальцбурге в доме Моцартов в 1782—1784 годах (вместе с младшим братом Генрихом), и Леопольд возлагал на них большие надежды. Младший Моцарт слушал её во время своих возвращений в Зальцбург в 1782 и 1783 годах. Голос Маргареты ему понравился, и он предложил написать для неё арию (она либо не была написана, либо утрачена). Обучением девочки занималась и Мария Анна (Наннерль) Моцарт, что нашло отражение в её дневнике. В 1784 году она вышла замуж и уехала в Санкт-Гильген. Леопольд Моцарт счёл себя не в силах продолжать в одиночку обучение детей Маршана, и они вернулись в Мюнхен.

### Певица и композитор
Несмотря на опасения Леопольда Моцарта, что из-за интриг в Придворном театре что она не найдёт в нём себе места, Маргарете удалось начать там карьеру. Первое её публичное выступление как певицы в мюнхенском Придворном театре состоялось в 1785 году, а 26 апреля 1786 года она впервые исполнила главную роль — Каллоандру в «Венецианской ярмарке» Сальери (Леопольд Моцарт отметил её успех: «Гредль в Пасхальный понедельник впервые пела главную роль в Придворной академии <…> и получила величайшее одобрение»). В следующем году она пела роль Телаиры в первой постановке (12 января 1787) «Кастора и Поллукса» аббата Фоглера.
К этому же времени (1786) относится написание Маргаретой Шести сонат для клавира. Известно, что по возвращении в Мюнхен она брала уроки композиции у своего будущего мужа Франца Данци, и это позволяет предположить, что сонаты создавались под его влиянием. Однако их можно отнести и к предыдущему году, когда она жила ещё у Леопольда Моцарта. Он поддержал её первые шаги в композиции и безуспешно попытался издать эти сонаты в Вене у Кристофа Торричеллы: «О сонатах Гретль я ничего не слышал. Я напишу Торичелле сам, также и по поводу клавираусцуга „Похищения“». Эти сонаты утрачены.
В 1790 году Маргарета вышла замуж за композитора и первого виолончелиста мюнхенского придворного оркестра Франца Данци. Они стали гастролировать вместе. Два года (с 1792) Маргарета была примадонной в труппе Доменико Гвардасони, в составе которой с огромным успехом выступала Лейпциге и Праге. Особенно ей удавались главные роли в операх Моцарта. В 1794 году Данци снова были в Мюнхене, но вскоре отправились в Италию. Среди прочих мест они посетили Флоренцию и Венецию. Затяжная болезнь лёгких вынудила Маргарету отказаться от дальнейших поездок, и в 1796 году пара вернулась в Мюнхен.
С 1796 года Маргарета пела в Немецком театре (Deutsches Theater) в Мюнхене. В 1798 году её муж был назначен вице-капельмейстером. В 1799 году она пела в первой постановке (12 июня) его оперы «Поцелуй». Она умерла в ночь с 10 на 11 июня 1800 года от осложнений болезни лёгких. В ноябре того же года во «Всеобщей музыкальной газете» был напечатан составленный Карлом Каннабихом её некролог.

## Семья
- Муж — композитор Франц Данци. В этом браке родилось двое детей, но выжила только одна дочка:
  - Маргарета Данци (1799 — 23 октября 1866), замужем за актёром Людвигом Брандтом, пела в мангеймском Придворном театре.

## Сочинения

### Список сочинений
Издатели конца XVIII века были мало заинтересованы в выпуске произведений женщин-композиторов. Все сочинения Маргареты Данци были изданы уже посмертно у Фальтера стараниями её мужа:
- Три сонаты для фортепиано с обязательной скрипкой, соч. 1 (1801);
- Марш марсельцев с вариациями (Marche de Marseillois varié) для фортепиано, соч. 2 (1802).

Кроме того, ей принадлежит Анданте с вариациями, вошедшее как средняя часть в Сонату для фортепиано Фа мажор, соч. 3 её мужа (опубликована также у Фальтера ок. 1800).

### Издания
В XX веке интерес к Маргарете Данци впервые проявил исследовавший музыкальную жизнь Баварии XVIII—XIX веков Роберт Мюнстер. Он издал в 1967 году первую сонату. В 1996 году вышли все три сонаты в редакции Барбары Харбах, занимающейся популяризацией сочинений женщин-композиторов.
- Margarethe Danzi. Sonate für Violine und Klavier; op. 1,1. Hrsg. und Vorw. von Robert Münster. — Giebing: Katzbichler, [1967]. — 21 S. + 1 St. — (Varie musiche di Baviera).
- Margarethe Danzi. Sonata I in E-flat Major for violin and piano. Ed. by Barbara Harbach. — Pullman, WA: Vivace Pr. (VIV 905), c 1996. — 28 S. + 1 St.
- Margarethe Danzi. Sonata II in B-flat Major for violin and piano. Ed. by Barbara Harbach. — Pullman, WA: Vivace Pr. (VIV 906), c 1996. — 20 S. + 1 St.
- Margarethe Danzi. Sonata III in E Major for violin and piano. [Ed. by Barbara Harbach.] — Pullman, WA: Vivace Pr. (VIV 907), c 1996. — 25 S. + 1 St.
- Three Marias: three eighteenth century sonatas by Maria Barthélemon [No. 4], Maria Danzi [Op. 1 No. 1], Maria Hester Park [Op. 13 No. 2]. Ed. Susau [sic] Eileen Pickett. — Bryn Mawr, PA: Hildegard Publ. (09763), 1997. — VII, 51 S. + 1 St.
- Maria Margarethe Marchand Danzi. Sonata terza pour le pianoforte (with violin obbligato). [Ed. Caroline Cunningham]. — Bryn Mawr, PA: Hildegard Publ., 1998. — [28] S. + 1 St.

### Записи
- (запись 5.7.1972) Соната Es-dur, соч. 1 № 1: Вернер Гробхольц (скрипка) и Моника фон Заальфельд (фортепиано).
  - Грампластинка: Münchner Komponistinnen aus Klassik und Romantik. Musica Bavarica MB 902.
  - Компакт-диск: Münchner Komponistinnen aus Klassik und Romantik. Musica Bavarica MB 75 121 (недоступная ссылка) (1997).
- Соната Es-dur, соч. 1 № 1: Марианна Бёттхер (скрипка) и Урсула Треде-Бёттхер (фортепиано)
  - Компакт-диск: D’un matin de printemps. Kammermusik von Komponistinnen für Violine & Klavier. — Bayer Records BR 100 169.
- Три сонаты, соч. 1: Антуанетта Ломан (скрипка) и Вон Шлепп (фортепиано), инструменты эпохи.
  - Компакт-диск: Sonatas & Variations for fortepiano & violin. Challenge Records[англ.] FL 72405 (2007).